# Знак ділення
Знак ділення — математичний символ у вигляді двокрапки (∶), обелюсу (÷) або косої риски, використовуваний для позначення оператора ділення.
У більшості країн віддають перевагу двокрапці (∶), в англомовних країнах і на клавішах мікрокалькуляторів — символу (÷). Для математичних формул у всьому світі віддають перевагу знаку (/).

## Історія символу
Слово «Obelus» приходить від дав.-гр. ὀβελός. Має той самий корінь, що й слово «обеліск». Спочатку цей знак (або проста лінія) використовується в древніх рукописах, щоб відзначити місця, які були підозрілими.
Швидше за все, найстаріший знак ділення — це знак (/). Вперше його використав англійський математик Вільям Отред в своїй праці Clavis Mathematicae (1631, Лондон).
Німецький математик Лейбніц віддавав перевагу двокрапці (:). Цей символ він використав вперше в 1684 році в своїй праці Acta eruditorum. До Лейбніца цей знак був використаний англійцем Джонсоном в 1633 році в одній книзі, але як знак дробу, а не ділення у вузькому сенсі.
Німецький математик Йоганн Ран ввів для позначення ділення знак (÷). Разом зі знаком множення у вигляді зірочки (*) він з'явився в його книзі Teutsche Algebra в 1659 році. Через поширення в Англії знак Рана часто називають «англійським знаком ділення», але коріння його лежать в Німеччині.

## Інші вживання символів (÷) і (:)
Символи (÷) і (:) можуть використовуватися також для позначення діапазону. Наприклад, «5 ÷ 10» може позначати діапазон [5, 10], тобто від 5 до 10 включно. Якщо є таблиця, рядки якої позначаються числами, а стовпці — латинськими літерами, то запис виду «D4: F11» може використовуватися для позначення масиву осередків (двовимірного діапазону) від D до F і від 4 до 11. В Microsoft Windows обелюс можна отримати за допомогою Alt+0247 на цифровій клавіатурі або натиснувши Alt Gr+⇧ Shift, коли відповідна розкладка клавіатури використовується. В Mac OS його отримують натисканням Option+/. В UNIX-системах, що використовують Screen або X з Compose key, він може бути отриманий шляхом складання «:» і «-». Він також може бути введеним за допомогою Unicode-коду в GTK-програмах шляхом натискання комбінації Control + ⇧ Shift + U.

## Кодування
| Знак | Unicode | Unicode        | Назва        | HTML/XML        | HTML/XML  | HTML/XML | LaTeX    |
| Знак | код     | назва          | Назва        | шістьнадцятково | десятково | назва    | LaTeX    |
| ---- | ------- | -------------- | ------------ | --------------- | --------- | -------- | -------- |
| (∶)  | U+2236  | ratio          |              | &#x2236;        | &#8758;   | &ratio;  | \vdotdot |
| (:)  | U+003A  | Colon          | двокрапка    | &#x003A;        | &#58;     | &colon;  | :        |
| (÷)  | U+00F7  | Division sign  | знак ділення | &#x00F7;        | &#247;    | &divide; | \div     |
| (/)  | U+002F  | solidus        | slash        | &#x002F;        | &#47;     | &sol;    | /        |
| (∕)  | U+2215  | Division slash | слеш ділення | &#x2215;        | &#8725;   | відсутня | /        |
| (⁄)  | U+2044  | Fraction slash | слеш дробу   | &#x2044;        | &#8260;   | &frasl;  | /        |